# Triglav (bjerg)
|  | Triglav er også navnet på den vendiske gud Triglav |
Triglav (italiensk: Monte Tricorno) er det højeste bjerg i Slovenien (og også i det tidligere Jugoslavien) og i de Juliske Alper. Navnet betyder det tre-hovedede, og kan beskrive bjerget som det ud fra Bohinjdalen, og bjerget er muligvis opkaldt efter den vendiske/slaviske gud Triglav. Triglavs tre toppe ses også på det slovenske nationalvåben, flaget og den slovenske 50-eurocent-mønt.
På bjergets top står Aljažev stolp, som er et slovensk vartegn og nationalsymbol.
Bjerget blev besteget første gang 26. august 1778 af Luka Korošec, Matija Kos, Štefan Rožič og Lovrenc Willomitzer på initiativ af Sigismund Zois. Bjergets højde blev først målt i 1808 af Valentin Stanič.
Området ved Triglav er scene for et gammel slovensk eventyr om en jæger og en gemsebuk ved navn Guldhorn (Zlatorog på Slovensk) efter dens gyldne horn.